# The Carolina Chocolate Drops
A The Carolina Chocolate Drops Grammy-díjas folkegyüttest Durhamben (Észak-Karolina) alapították 2005-ben.

## Történet
Az együtted három alapíró tagja 2005-ben a The Black Banjo Gatheringen találkozott az Appalache-állami Egyetemen Észak-Karolinában. A country és a rockzene gyökerei iránti közös érdeklődésük összehozta őket, és megalapították a Carolina Chocolate Drops-t. Elsősorban a 20. század 20-as és 30-as éveinek régi zenéjének stílusában zenéltek. 2006-tól kezdődően négy albumot rögzítettek független kiadókon, majd 2010-ben lemezszerződést kötöttek a Nonesuch Recordsszal.
Első albumuk a Nonesuch-on megjelent Genuine Negro Jig a bluegrass albumok között az 1., a folkalbumok között pedig a 2. helyezést érte el; az újdonsült toplistákon (Heatseekers Albums) a 2. helyet elérték el. A 2011-es Grammy-díj átadón ezzel az albummal elnyerték az év legjobb hagyományos folk albumának járó díjat.
A Leaving Eden című albumukat pedig 2013-ban Grammy-díjra jelölték a „Legjobb folk album” kategóriában.

## Tagok
- Rhiannon Giddens: ének, 5 húros bendzsó, hegedű, gitár, tánc, kazoo
- Rowan Corbett: gitár, pergődob, tam-tam dob
- Malcolm Parson: cselló, melodica

## Volt tagok
- Dom Flemons: 4 húros bendzsó, gitár, jug, harmonica, kazoo, csörgődob, csontok, ének
- Hubby Jenkins: gitár, mandolin, 5 húros bendzsó, bones, ének
- Adam Matta: beatbox, tambourine
- Leyla McCalla: cselló, bendzsó, ének
- Justin Robinson: hegedű, jug, beatbox, tánc, ének
- Súle Greg Wilson: 5 húros bendzsó, banjolin,[2] sámándob, csörgődob, csontok, tánc, kazoo, tamburin, ukulele, ének, washboard („mosódeszka”)

## Albumok
- Dona Got a Ramblin' Mind (2006)
- Coloured Aristocracy (2007)
- Heritage (2007)
- Carolina Chocolate Drops and Joe Thompson (2009)
- Genuine Negro Jig (2010)
- Carolina Chocolate Drops and Luminescent Orchestrii (2011)
- Leaving Eden (2012)

## Videó
- 2012: Country Girl

## Díjak
- 2010: Grammy-díj for Best Traditional Folk Album

## Fordítás
Ez a szócikk részben vagy egészben  a   Carolina Chocolate Drops című német Wikipédia-szócikk ezen változatának fordításán alapul.  Az eredeti cikk szerkesztőit annak laptörténete sorolja fel. Ez a jelzés csupán a megfogalmazás eredetét és a szerzői jogokat jelzi, nem szolgál a cikkben szereplő információk forrásmegjelöléseként.